# Hydrologie

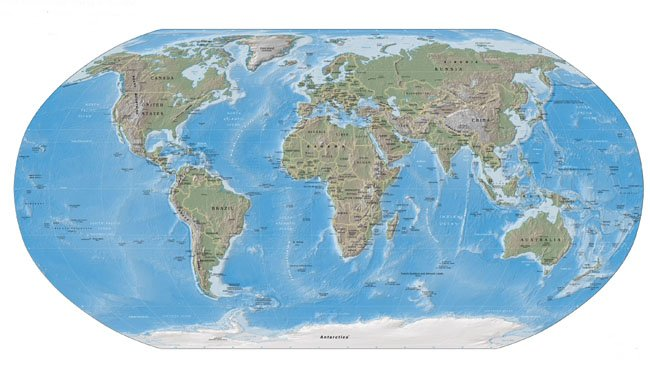
Voda pokrývá 71 % povrchu Země

Hydrologie (z řečtiny: Υδρολογια, Υδωρ+Λογος, Hydrologia, „studium vody“) je věda zabývající se pohybem a rozšířením vody na Zemi.
Hydrologie se zabývá vodou ve všech skupenstvích a procesy s vodou souvisejícími. Předmětem jejího zkoumání je tedy hydrosféra. Hydrologie se člení na obory, které se detailněji zabývají jednotlivými složkami hydrosféry. Pohyb vody studuje jako tzv. hydrologické cykly (koloběh vody). Hydrologie je přírodovědným základem vodního hospodářství, ve kterém se mj. vodní zdroje využívají k zásobování vodou.
Odborník zabývající se hydrologií je hydrolog. Může pracovat v geografických či jiných přírodovědných oborech nebo ve vodohospodářství, případně v ochraně přírody.

## Hydrologie jako věda
Součástmi hydrologie jsou hydrografie, hydrometeorologie a hydroklimatologie, hydrologie povrchových vod, hydrogeologie a výzkum kvality vody. Oceánografie a meteorologie nejsou zahrnuty, protože voda je zde pouze jedním z důležitých aspektů.
Hydrologický výzkum je užitečný z mnoha důvodů včetně lepšího poznání okolního světa, lepšího pochopení potřeb ochrany přírody, zásad a plánování ochrany.

## Historie
Hydrologické znalosti a dovednosti lidstvo získává tisíce let. Například kolem roku 4000 př. n. l. byl přehrazen Nil,[zdroj?] aby se zvýšila zemědělská produkce okolní vyprahlé krajiny. Města v Mezopotámii byla před povodněmi chráněna vysokými hliněnými valy. Řekové a Římané rozvinuli stavbu akvaduktů, Číňané budovali zavlažovací a protipovodňová díla.[zdroj?]

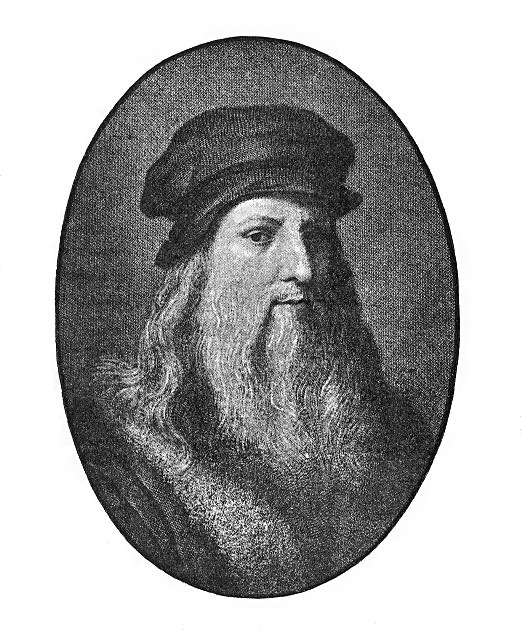
Portrét Leonarda da Vinci, který vysvětlil hydrologický cyklus

Marcus Vitruvius popsal v 1. stol. př. n. l. filosofickou teorii hydrologického cyklu, v kterém jsou srážky dopadající v horách pohlcovány zemským povrchem, což vede k vytváření pramenů a vodních toků. S použitím vědečtějšího přístupu dosáhli Leonardo da Vinci a Bernard Palissy nezávisle na sobě přesného výkladu hydrologického cyklu. Hydrologické proměnné byly poprvé vyčísleny v 17. století.
Pionýry moderní hydrologie byli především Pierre Perrault, Edme Mariotte a Edmund Halley. Měřením srážek, odtoku a povodí Perrault ukázal, že dešťové srážky byly dostačující pro průtok vody v řece Seině. Marriotte zkombinoval měření rychlosti a průřezu říčního koryta Seiny, aby dosáhl výpočtu jejího průtoku. Halley ukázal, že vypařování ze Středozemního moře bylo dostatečné pro říční odtok zpět do moře.
Pokroky v 18. století zahrnovaly Bernoulliho piezometr, Bernoulliho rovnici, Pitotovu trubici a Chézyho rovnici. V 19. století došlo k rozvoji v podpovrchové hydrologii, což zahrnovalo Darcyho pravidlo, Dupuit-Thiemovu rovnici proudění vody ke studni a Hagen-Poiseuillovu rovnici kapilárního toku.
Ve 20. století, když začal být prováděn státní hydrologický průzkum, počaly racionální analýzy nahrazovat dřívější empirismus. Významným přínosem byl zejména jednotkový hydrogram Leroye Shermana, infiltrační teorie Roberta E. Hortona a C. V. Theisova rovnice popisující neustálené proudění podzemních vod.